# Planejamento em seção
Planejamento em Seção é uma forma de desenvolver o projeto de arquitetura, baseado em um estudo da vista em seção do projeto, e não apenas da planta. O nome tem a origem em uma articulo publicado pelo arquiteto de origem canadense Wells Coates, que publicou um artigo em agosto de 1937 na revista Architectural Review, sob o título "Planning in Section".
A técnica se utiliza principalmente dentro do projeto habitacional. Derivado desta forma projetual, existem hoje diversos modelos, alguns com patente registrada, os quais tem recebido diversos nomes como duplex, semi-duplex, sistema 3-2, skip-stop, scissors, multi-andares em helicoide, entre outros.
Um dos edifícios mais conhecidos é a Unité d'Habitation de Marseille (Marselha, 1945-52), de Le Corbusier, mas anteriormente existiam já importantes estudos dirigidos pelo grupo de arquitetos do Construtivismo Soviético, sendo o edificio construído mais conhecido o da Narkomfin (Moscou, 1929), coordenado por Moiséi Ginzburg, tendo desenvolvido previamente um complexo estudo sobre eficiência e superfícies.
Oscar Niemeyer realizou uma proposta dentro do ambicioso projeto do Conjunto JK (Belo Horizonte 1952-84), introduzindo o modelo do semi-duplex. Mario Pani, apos varias experiencias com a técnica, como o Conjunto Urbano Presidente Miguel Alemán (Cidade de México, 1949), desenvolveu um complexo exemplar de apartamentos na Av. Reforma (Cidade do México, 1956).
A técnica tem recebido outros nomes como "sectional design", porém atualmente em inglês é conhecido também sob o nome alternate floor. Após da década de 1960, a técnica foi colocada em prática em conjuntos habitacionais de grande escala, alguns destes famosos, como o Conjunto Urbano Nonoalco Tlatelolco (Cidade do México) com 80.000 habitantes ou complexo Le Mirail (Toulouse), projetado inicialmente para 100.000.
Os Smithsons utilizaram a técnica, inserindo conceitos de caráter antropológicos e sociológicos, reconhecendo os corredores gerados com esta técnica como lugares de encontro social, aos quais chamavam de "ruas no ceu". O conhecido Conjunto Robin Hood Gardens (Londres, 1972) utilizava um sistema de organização em vertical de tres andares e um corredor, onde, segundo os autores do projeto, seria promovida uma vida entre vizinhos, sendo que concentrava múltiplas entradas sobre um mesmo corredor.